# Susanne Bier
Susanne Bier (Copenhagen, 15 de abril de 1960) é uma cineasta dinamarquesa. Ficou bastante conhecida pelos seus filmes Brødre, Efter brylluppet e Hævnen, vencedor do Oscar.

## Biografia
Seu pai, Rudolf Salomon Bier, foi um alemão judeu que deixou a Dinamarca em 1933, e sua mãe, Hennie Jonas's provinha de uma família de judeus russos.
Things We Lost in the Fire foi o seu primeiro filme dirigido para o cinema estadunidense. Seu segundo é Serena, uma produção estrelada por Jennifer Lawrence e Bradley Cooper, com lançamento para o dia 27 de setembro de 2013. Já está disponível em dvd.

## Filmografia
- Freud flytter hjemmefra... (1991)
- Det bli'r i familien (1994)
- Pensionat Oskar (1995)
- Sekten (1997)
- Den eneste ene (1999)
- Livet är en schlager (2000)
- Elsker dig for evigt (2002)
- Brødre (2004)
- Efter brylluppet (2006)
- Things We Lost in the Fire (2007)
- Hævnen (2010)
- Den skaldede frisør (2012)
- Serena (2013)
- Bird Box (2018)
- The Undoing (2020)